# Мејд бивер
Мејд бивер (енгл. Made beaver), је била обрачунска јединица која се користила у компанији Хадсон Беј (ХБК), која се налази у Британској Северној Америци. Једна кожа дабра (мужјака) прикупљена током зимских месеци имала је еквивалентну вредност једном „Мејд биверу” (Штављен дабар).

## Историја
Током 17. века, европски рибари и први народи бавили су се трговином крзном. Ови рибари не би трговали директно са ловцима. Уместо тога, они би трговали робом са посредницима прве нације. Пре формирања компаније Хадсон Беј, француски досељеници и аутохтони трговци размењивали су робу за крзно у близини река Отаве и Ст. Лоренса.
Енглеска је 1670. године основала „Хадсон Беј компанију” (ХБК). У то време, компанија је поставила бројне трговачке станице по Северној Америци, а до 1718. је имала монопол на сву трговину у басену Хадсоновог залива.
Британци нису користили стандардизовану валуту више од 250 година након што су се населили у Канади. За то време највећи део трговине одвијао се кроз робну размену. На крају, трговци су почели да користе разни страни новац као меру вредности. Да би трговао са домородачким народима, ХБК је стандардизовао обрачунску јединицу коју је назвао „Мејд бивер” (направљени дабар), и која је имала вредност једне висококвалитене коже дабра.
Године 1795, за један „Мејд бивер” је могао да се купи осам ножева или један котлић. За десет мејд бивера се тада могао купити један пиштољ.

## Механизам размене
Свака трговачка станица ХБК размењивала је мејд бивере и разну другу робу.
Поред размене дабровог крзна, трговци су размењивали и признавали и новчиће „мејд бивера”. Менаџери су креирали ове новчиће тако што су бакар и месинг из бурића изрезали у правоугаоне или кружне облике и означили их његовим иницијалима и словима ХБК. Неки даброви новчићи уведени између 1854. и 1870. били су фракциони, укључујући и оне који су представљали 1⁄2 и 1⁄4 даброва.

## Стандарди размене
Лондонски комитет ХБКа је наложио да трговци користе доследне стандарде размене. Комисија је такође наложила да менаџери воде књиговодство, како би пратили успех и спречили варање. „Мејд бивер” је размењиван по два уведена стандарда: службеном стандарду и упоредном стандарду. Ови стандарди су успостављени да би се елиминисала конкуренција, максимизирао профит и минимизирало варање међу менаџерима.
Званични стандард је дао вредност, у мејд биверу, сваком уобичајеном артиклу. На пример, менаџери су могли да добију инструкције да продају лонац за три „мејд бивера” или неку другу вредност коју су морали да поштују. Упоредни стандард је дао вредност, у мејд биверима, свакој кожи која је донета за размену. На пример, за такву ситуацију менаџери су добили инструкције да купе велику, квалитетну кожу, за пет „мејд бивера” или неку другу робну вредност коју су морали да поштују, све је зависило од понуде и потражње.

## Приватна замкарење
Да би повећали профит ХБК је првобитно дозволио управницима трговачких станица да сакупљају сопствена крзна кроз лов, што је управницима обезбедило додатни извор прихода. Лондонски комитет је такође наложио и одобрио управницима, трговцима, да хватају „све врсте малих крзнених животиња“.
Комисија Хадсон Беја је донела низ прописа о овој пракси како би спречила управнике трговачких станица да замене даброву кожу крзном лошијег квалитета које су приватно набавили. Сва приватна крзна су морала бити забележена и објављена у књиговодственим књигама. Поред тога, сва крзна су морала бити послата директно у Лондон на продају, где би управницик трговачких станица добијао половину профита. Приватно замкарење, за трговце, је забрањено 1770. године.
Трговци су такође дозволили првим народима да размењују различите облике валуте за „мејд бивере”. На пример, управницима трговачких станица би продали 1,42 „мејд бивера” за 1 шилинг, а купили један „мејд бивер” за 0,7 шилинга, и са тиме још више повећали профит.

## Приватно трговање
У настојању да се смањи приватна трговина крзнама, капетани бродова и управници трговачких станица, добијали су новчане подстицаје. Капетани су добијали плату од 12 фунти месечно и додатних 100 фунти по путовању. За сваких 100 даброва којима су трговали, управници су добијали три шилинга, а капетани један шилинг и шест пенија. Управници трговачких станица су били плаћени 130 фунти годишње. Ако би било ког управника ухватили да вара, бави се приватном трговином или замени направљене даброве крзном лошијег квалитета, за казну би изгубио сву своју плату.

## Пад потражње
До 1821. године број даборва се смањио. У то време, британски управници трговачких станица престали су да купују кожу од млађих даброва, а употреба „Мејд бивера” као обрачунске јединице полако је опадала и на крају и нестала.